# Случайный сигнал
Случайные сигналы — сигналы, мгновенные значения которых (в отличие от детерминированных сигналов) не известны, а могут быть лишь предсказаны с некоторой вероятностью, меньшей единицы. Характеристики таких сигналов являются статистическими, то есть имеют вероятностный вид.
Существует 2 основных класса случайных сигналов. Во-первых, это шумы —  беспорядочные колебания различной физической природы, отличающиеся сложностью временной и спектральной структуры. Во-вторых, случайными являются все сигналы, несущие информацию, которые для описания закономерностей, присущих осмысленным сообщениям, также прибегают к вероятностным моделям. нич

## Случайный процесс (СП). Реализация СП
Математическая модель изменяющегося во времени случайного сигнала называется случайным процессом. По определению, случайный процесс X(t) это функция особого вида, характеризующаяся тем, что значения, принимаемые ею в любой момент времени t, являются случайными величинами.
До регистрации (до приёма) случайный сигнал следует рассматривать именно как случайный процесс, представляющий собой совокупность (ансамбль) функций времени Xj(t), подчиняющихся некоторой общей для них статистической закономерности. Одна из этих функций, ставшая полностью известной после приёма сообщения, называется реализацией случайного процесса. Эта реализация является уже не случайной, а детерминированной функцией времени.
Для анализа свойств и характеристик случайного процесса, а также различных его преобразований, необходимо задать математическую модель случайного процесса. Такая модель может представлять собой описание возможных реализаций случайного процесса в сочетании с указанием относительной частоты их появления.

## Пример
В качестве примера рассмотрим гармонический сигнал со случайной начальной фазой. Во многих практических задачах используется модель случайного процесса, реализации которого представляют собой гармонические колебания с известными (детерминированными) амплитудой и
частотой, но случайной начальной фазой. Таким образом, реализация рассматриваемого случайного процесса может быть записана как: x(t)=A*cos({\displaystyle \omega _{0}}*t+φ), где А амплитуда (детерминированная), {\displaystyle \omega _{0}} — частота (детерминированная), и φ — случайная начальная фаза, которая в большинстве практически интересных случаев может считаться равномерно распределённой на интервале 0…2π, то есть имеющей следующую плотность вероятности:
{\displaystyle p(\phi )={\begin{cases}{\frac {1}{2*\pi }},\phi \in \mathbf {[0;2\pi )} \\0,\phi \not \in \mathbf {[0;2\pi )} .\end{cases}}}
Графики нескольких реализаций данного случайного процесса, представляющие собой смещённые друг относительно друга по временной оси синусоиды.
Как видим, конкретный вид реализации процесса в данном случае определяется значением всего лишь одной случайной величины: начальной фазы.
Случайные процессы, конкретный вид реализаций которых определяется значениями конечного числа параметров (случайных величин), называют квазидетерминированными случайными процессами.